# Draaiorgel de Gouden Limonaire

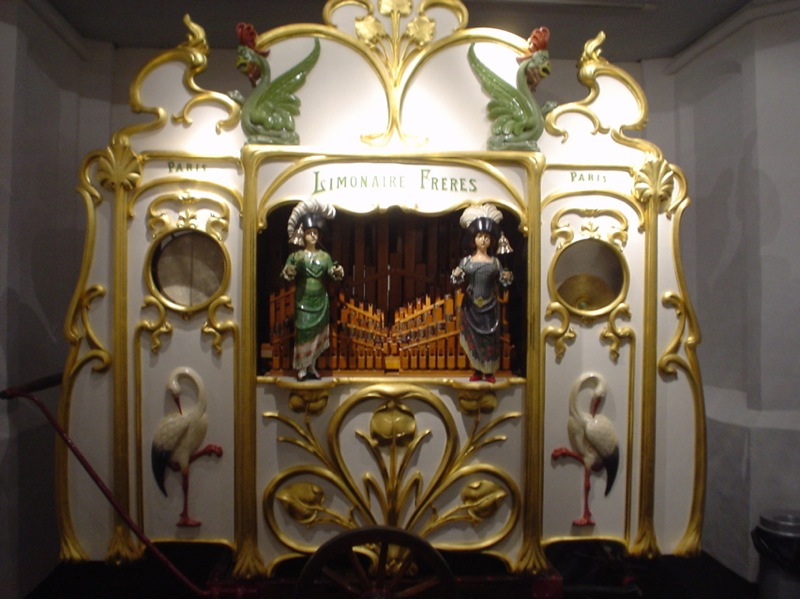
De Gouden Limonaire in het Museum Speelklok te Utrecht op 1 maart 2007

Draaiorgel de Gouden Limonaire is een Nederlands straatorgel dat in 1910 bij Limonaire in Parijs werd gebouwd. Het orgel telt 52 toetsen.

## Levensloop
Het orgel werd in 1910 in de orgelfabriek van Limonaire gebouwd. Bijzonder aan dit orgel is het register Vox Humana oftewel Menschelijke stem. Bij veel orgels uit dezelfde bouwperiode is dat register in de jaren 20 en jaren 30 verdwenen, maar dit orgel heeft het behouden. Vanwege het ietwat blatende geluid van dat register werd het orgel ook wel de Geit genoemd. 

## Museum van Speelklok tot Pierement
Het Nationaal Museum van Speelklok tot Pierement uit Utrecht kocht dit orgel van de Amsterdamse familie Perlee. Na een restauratie is het orgel nu in het museum te bewonderen. Bij deze restauratie is mogelijk het front van Draaiorgel de Pelikaan voor dit orgel geplaatst.

## Bron
- Boek: Glorieuze orgeldagen, F. Wieffering, 1965, blz. 47-48.